# 自體發光的她
《自體發光的她》（韓語：자체발광 그녀）是由KBS-N和CMB共同企劃製作，2012年1月起推出的首部長篇迷你系列劇。本劇圍繞著電視臺綜藝節目組新人作家和明星、PD之間展開的激烈愛情戰爭故事。2011年11月開拍，2012年1月7日首播（第一週連播兩集）；1月14日起23時55分撥出。

## 戲劇主旨
我也想閃耀一次! 一名過著枯燥無味人生的女子的最大冒險!  或許是我人生最後的轉捩點!只向前看GOGOGO!  華麗的演播局。讓那史上最死板的女子紅了!  女子的變身無罪,變心也無罪。她究竟有多勇敢? 通過她!就是已經認為晚了的那個瞬間!人生逆轉的新開始!想要把這些展現出來!得到他人肯定的兩個男子,PD和演員明星。在同一個女人間,過去的愛情和將要開始的愛情發生衝突! 他們激烈的愛情爭奪戰! 熟悉感和新鮮感!我們究竟要為哪方歡呼?通過兩個男人的愛情。想要說,愛情是時機,失神和自滿是禁物!

## 演員陣容

### 主要角色
| 演員   | 角色   | 介紹 | 登場 |
| 蘇怡賢 | 全智賢 | 才貌兼備的新人編劇。聰明，有義氣，雖然很自信但有時也會沒有對策；是位非常有能力的小姐！放棄了前景很好的大企業，合格成為"追蹤60分"的實習作家！在電視台中以老小作家的身分和3年前結婚的PD容佑再次相遇不討厭容佑，但又為了找尋甜蜜且帥氣的愛情而徬徨中...各種插曲之後與TOP STAR 姜珉擦出愛情火花在容佑和姜珉的愛情中矛盾。                                                        | 全劇 |
| 金亨俊 | 姜珉   | 廣告、戲劇涉獵電影排名1順位的TOP STAR。主要武器是殺人微笑，幹練的外貌和沾染著貴氣的稀有男。但是，事實上是完全沒有教養，缺乏母愛，沒有女人在旁邊就會睡不著的壞男人。由於智賢阻止了姜珉的緋聞，因此喜歡上了智賢，用謊言逃避與容佑的自尊心之戰，產生了應該和智賢相愛的任務。 | 全劇 |
| 朴廣賢 | 盧容佑 | 電視台娛樂組知名導演。出色的外貌，優秀的學歷，很有時尚感的明星PD，工作狂有離婚經歷，自尊心很強的男人，不能容忍工作和私生活失敗的強烈的完美主義者。和3年前離婚的智賢相遇又重新感覺到對智賢的愛意與姜珉兩人為了智賢展開自尊心決戰。 | 全劇 |
| 高娜恩 | 金花兒 | 姜珉的造型師。智賢和延熙的至親，長得很溫順但相當固執。三年前暗戀朋友智賢的男友容佑，跟容佑告白後沒有得到答案而跟智賢有了隔閡，導致容佑和智賢分手的禍首。和延熙的弟弟俊燮正在偷偷戀愛中，隨著未經同意就代替姜珉作為配角出道的俊燮，因為 NEW PACE 的發展導致兩人產生了距離感，關於雙方的愛情正在徬徨中。                                                                       |      |
|        | 徐俊燮 | 姜珉的經紀人，延熙的雙胞胎弟弟。善良樂觀的性格，可愛又很男人的姐姐殺手！未經同意代替姜珉站在攝影機前被導演看上後做為配角出道以NEW PACE受到人們的關心，像幸運神一樣降臨和花兒的愛情被擱淺，正維持著微妙的牽制關係。 |      |
| 蔡煐引 | 徐延熙 | 電視台化妝組所屬化妝師，俊燮的雙胞胎姐姐。想要有能力又帥氣的單身男人，有著自由奔放的生活方式和價值觀，做事霸氣，優秀的外貌，身材都很出色的視覺擁有者。擁有自信的本能何充實的感情和第一次見的男人也可以一夜情，是智賢和花兒三個朋友中精神的支柱，榮當姐姐王。弟弟俊燮作為新人在演藝界出道，覺得花兒和俊燮的戀愛不適合，接受了攝影師朋友道真的暗戀後，兩年的朋友關係也結束了。 |      |
| 裴建宇 | 禹道真 | 攝影導演。呆頭鵝，都市男，沒有甚麼趣味的男人，男校初高中畢業，很難找到女友，於是進了公司攝影組和女人在一起很尷尬也很冷淡，冷淡男!!!和延熙兩年的朋友關係，有了想結婚了想法。 |      |

### 其他角色
| 演員       | 角色   | 介紹 | 登場     |
| 高珉煥(音) | 孔PD   | 藝能局PD"LOVE"戀愛導師和容佑同時期進電視台，得到一個很好的別名"公PD"，性格溫和。 |          |
| 盛孝彬(音) | 李友真 | 為了成功不擇手段且野心十足的新演員與姜珉在戲劇中演出親熱床戲。 | E01－E02 |
|            | 智賢母 | 因作為富人家的獨生女兒受寵感到自豪，遇到智賢的父親後婚前就懷孕，生下了智賢的哥哥，以智賢爸爸的事故為由霸占娘家的財產，有一個小店面靠收月租來維持生活從來沒有上過班，不知道智賢在職場生活中的苦處和丈夫很恩愛。 |          |
|            | 智賢父 | 講義氣，看到那些不講義氣的就很難忍的性格，容易上當愛管閒事，像太平警察一樣管很寬，所以沒少忍事故，現在是停車場的保全。                                                                                         |          |
|            | 智賢哥 | 以"玩吧玩吧因為年輕就玩吧"作為生活的座右銘，真正的樂天主義者，現在只是經營一家便利商店。 |          |
|            | 姜珉母 | 托TOP STAR 兒子的福在經營3個大型的排骨店，天生熱心的女人，丈夫死後一心只想賺錢，因為兒子姜珉和智賢的緋聞道至人氣下滑收入減少而用怒視攻擊智賢。                                                                 |          |

## 音樂

### Part 1
KBS drama 新年最佳的自制戲劇！以韓國版『慾望城市』抓住年輕女性心理的2012年最佳的浪漫喜劇！KBS drama 《自體發光的她》 OST閃電公開！
| 曲目            | 演唱   | 長度  |
| 01.重新         | 金楨勳 | 04:37 |
| 02.Shining Star | DaEul  | 04:39 |

### Part 2
2012年最佳的浪漫喜劇KBS drama 自體發光的她，3月10日在日本KNTV首播！KBS drama 自體發光的她 日本強勢登陸 OST Part.2 公開！
- 發行日期：2012年2月29日

| 曲目                     | 演唱                  | 長度  |
| 01.자체발광 (Feat. 萬成) | Raina（After School） | 03:18 |
| 02.Faraway               | K2(金成勉)            | 03:47 |

### 正規專輯
2012年最佳的浪漫喜劇KBS drama 自體發光的她!
完美呈現主人公心理的Song Track和搭配戲劇劇情的感情完整無缺演奏出來的演奏曲，OST中16 Track的正規專輯發售!
- 發行日期：2012年3月6日
- 企劃社：SH creativeWorks
- 發行商：㈜KT music

| 曲目                            | 作詞                   | 作曲        | 編曲           | 演唱                   | 長度  |
| 01.自體發光 (Feat. 萬成)        | 萬成、鄭浩賢、Jacob    |             |                | Raina （After School） | 03:18 |
| 02.甜蜜, Everyday               | 韓尚元、Jacob          | 韓尚元      | 安英敏         | 金亨俊                 | 03:33 |
| 03.重新                         | Brave                  | Brave       | 徐賢一、趙成勳 | 金楨勳                 | 03:47 |
| 04.Girl (Spacecowboy Ver.)      | Rado、Julie            | Rado        | Space Cowboy   | 金亨俊                 | 03:54 |
| 05.Faraway                      | Yue、Brave、Jacob      | Yue、柳遠光 | Yue            | K2(金成勉)             | 03:47 |
| 06.無法入眠的夜晚(Feat. 吉美)   | Rado                   | Rado        |                | 金亨俊                 | 03:18 |
| 07.Shining Star                 | Brave, Jacob           | Yue         | Yue            | DaEul                  | 03:49 |
| 08.Heaven (Acoustic Ver.)       | 金龍煥、金亨俊、Chance | 金龍煥      | Brave          | 金亨俊                 | 04:45 |
| 09.Shining Star (Acoustic Ver.) | Brave、Jacob           | Yue         | 黃賢           | DaEul                  | 05:50 |
| 10.Shinny Herself               |                        | Brave       | Brave          | V.A                    | 02:09 |
| 11.Tear Drops                   |                        | Brave       | Brave          | V.A                    | 01:12 |
| 12.Bright Sky                   |                        | Brave       | Brave          | V.A                    | 02:40 |
| 13.True Love                    |                        | Brave       | 成智潭         | V.A                    | 02:02 |
| 14.Cuban Night                  |                        | Brave       | Brave          | V.A                    | 01:45 |
| 15.Dancing In The Moonlight     |                        | Brave       | Brave          | V.A                    | 01:24 |
| 16.自體發光 (Inst.)             |                        | Brave       | Brave          | V.A                    | 03:18 |
| 總長度 52:18                    |                        |             |                |                        |       |

## 收視率
| 集數     | 播出日        | AGB收視率      | AGB收視率      |
| 集數     | 播出日        | 大韓民國(全國) | 備註           |
| -------- | ------------- | -------------- | -------------- |
| 第1／2集 | 2012年1月7日  | 1.04%          | -              |
| 第3集    | 2012年1月14日 | -              | -              |
| 第4集    | 2012年1月21日 | -              | -              |
| 第5集    | 2012年1月28日 | 1.558%         | 20歲收視：2.2% |
| 第6集    | 2012年2月4日  | -              | -              |
| 第7集    | 2012年2月11日 | -              | -              |
| 第8集    | 2012年2月18日 | -              | -              |
| 第9集    | 2012年2月25日 | -              | -              |
| 第10集   | 2012年3月3日  | -              | -              |
| 第11集   | 2012年3月10日 | -              | -              |
| 第12集   | 2012年3月17日 | -              | -              |

## 腳註
1. ↑  자체발광 그녀 Part 1 Mnet[永久]-2012.2.13
2. ↑  애프터스쿨 레이나, '자체발광 그녀' OST 참여[永久]-2012.2.29
3. ↑  .   [2012-03-05]. （原始内容存档于2015-02-08）.
4. ↑  '케드' 전성시대, 젊은 女心에 달렸다[永久]
5. ↑  ′자발녀′ 시청률 승승장구…20대 여성 ″폭풍공감″

## 相關新聞
- 金亨俊轉型作演員《閃亮的她》 （页面存档备份，存于）韓星網 2011-11-08
- 金亨俊赴日攝《閃亮的她》引眾粉絲跟隨  （页面存档备份，存于）韓星網 2011-12-01
- 韓劇《閃亮的她》劇照 蘇怡賢半裸沐浴十足性感[]新浪娛樂 2011-12-26
- '자체 발광 그녀', 시작도 전에 이미 '한류 드라마'[永久]sportsworldi 2012-1-5
- 《閃亮的她》金亨俊熱辣床戲吸睛 （页面存档备份，存于）韓星網 2012-1-9

## 外部連結
- 韓國KBS Drama《自體發光的她》官網
- 韓劇《自體發光的她》15秒預告片段 （页面存档备份，存于）
- 韓劇《自體發光的她》3分鐘預告片段 （页面存档备份，存于）

## 節目變遷
| KBS Drama  | KBS Drama                               | KBS Drama |
| ---------- | --------------------------------------- | --------- |
|            | 自體發光的她 （2012年1月7日 - 3月17日） |           |
| 搞笑演唱會 | 未知                                    |           |